# Parmacochlea
Parmacochlea är ett släkte av snäckor. Parmacochlea ingår i familjen Helicarionidae.
Kladogram enligt Catalogue of Life:
| Parmacochlea | \| \| Parmacochlea fischeri \| \| \| \| \| \| Parmacochlea smithi \| \| \| \| |
|              | \| \| Parmacochlea fischeri \| \| \| \| \| \| Parmacochlea smithi \| \| \| \| |
|              | Parmacochlea fischeri                                                         |
|              |                                                                               |
|              | Parmacochlea smithi                                                           |
|              |                                                                               |